# Distretto di Urgut
Il distretto di Urgut è uno dei 14 distretti della Regione di Samarcanda, in Uzbekistan. Il capoluogo è Urgut.